# Croce al merito austriaca

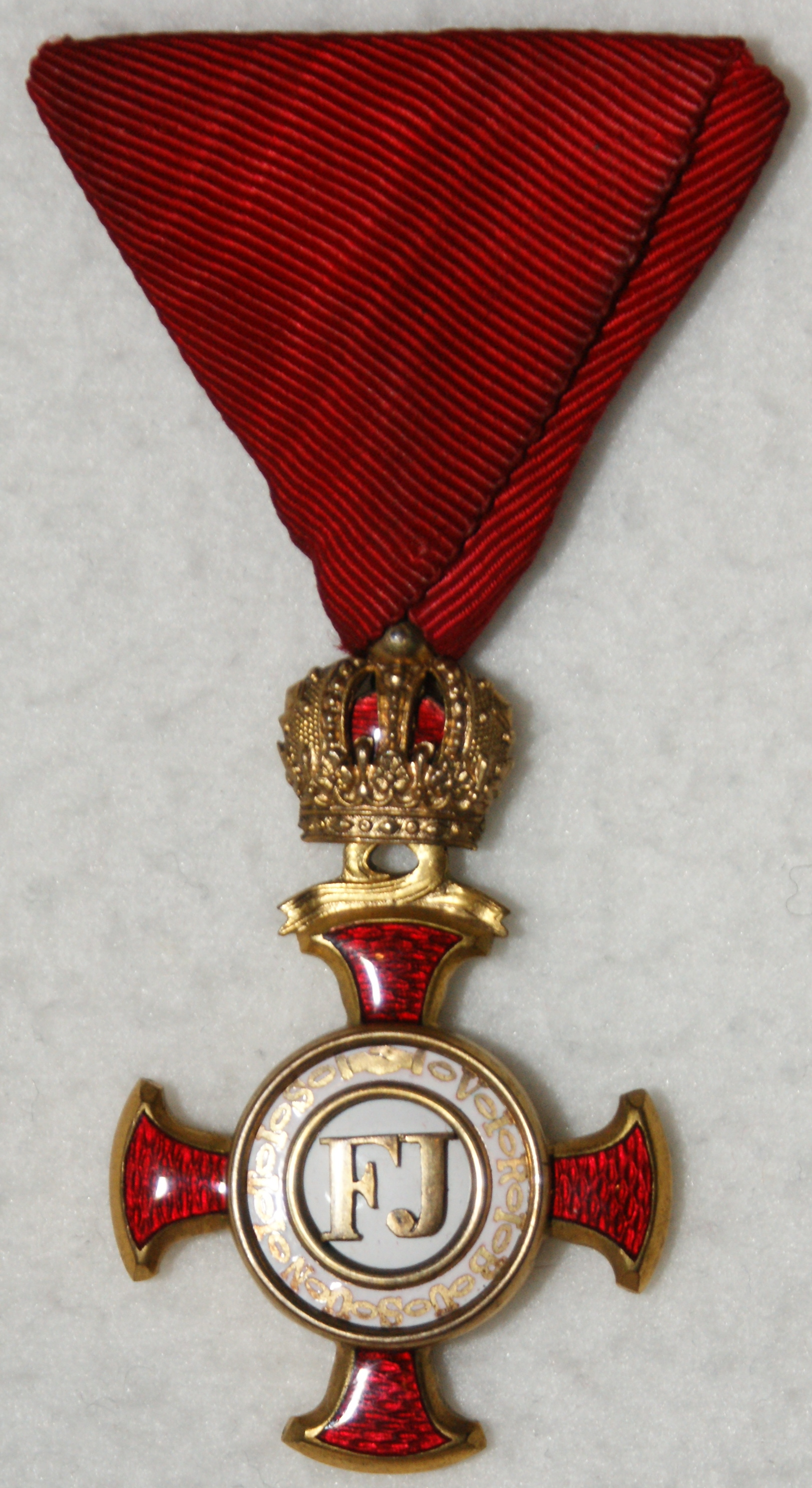
La Croce al merito austriaca d'argento con corona (versione in uso dal 1860 al 1916).

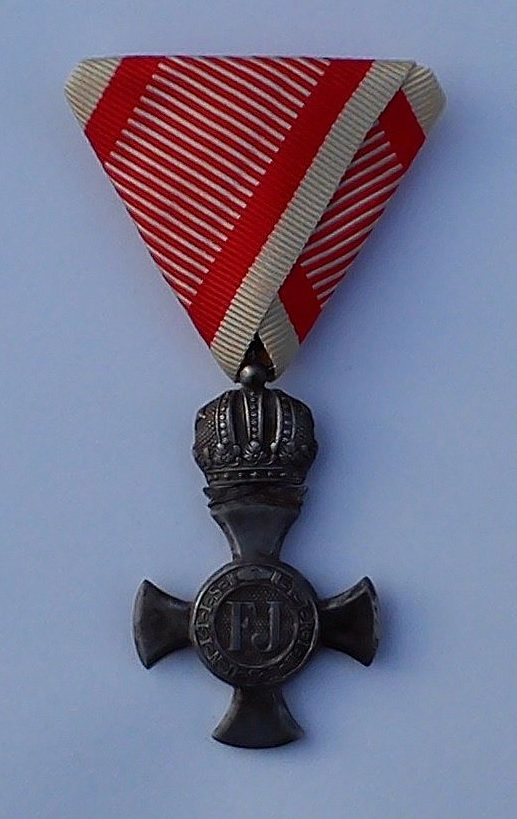
La Croce al merito austriaca di ferro con corona

La Croce al merito fu una medaglia di benemerenza dell'Impero austriaco.

## Storia
La medaglia venne istituita dall'Imperatore Francesco Giuseppe d'Austria nel 1849 per ricompensare gli atti di merito verso la patria operati da militari e da civili. Essa era considerata un segno di benemerenza di esclusiva concessione dell'Imperatore e quindi suo segno di merito personale.

## Classi
La medaglia aveva classi differenziate a seconda della tipologia di croce concessa nelle diverse epoche:
- Croce modello 1849 (1º tipo)
  - Croce in bronzo dorato con corona
  - Croce in bronzo dorato
  - Croce d'argento con corona
  - Croce d'argento

- Croce modello 1867 (2º tipo)
  - Croce in bronzo dorato con corona
  - Croce in bronzo dorato
  - Croce d'argento con corona
  - Croce d'argento

- Croce modello 1916 (3º tipo)
  - Croce di ferro con corona
  - Croce di ferro

## Insegna
La medaglia venne realizzata in tre differenti tipologie durante il lungo regno di Francesco Giuseppe, tutte col medesimo disegno ma realizzate in materiali differenti:
- La croce modello 1849, utilizzata sino al 1867, consisteva in una croce patente d'oro o d'argento con le braccia smaltate a vetro di rosso, avente al centro un medaglione in oro o argento riportante sul diritto le iniziali "FJ" ("Franz Joseph") circondate da una cornice circolare riportante il motto della casa d'Asburgo "VIRIBUS UNITIS", le cui lettere sono alternate a circoletti. Sul retro della croce il disco centrale riporta la data d'inizio del regno di Francesco Giuseppe, "1849". Il tutto a seconda del grado poteva essere sormontato dalla corona imperiale in oro/argento.

- La croce modello 1867, utilizzata sino al 1890, consisteva in una croce patente un bronzo dorato/argento con le braccia smaltate a vetro di rosso e contornate d'oro, avente al centro un medaglione smaltato di bianco e rifinito in oro/argento riportante sul diritto le iniziali "FJ" ("Franz Joseph") circondate da una cornice circolare con il motto della casa d'Asburgo "VIRIBUS UNITIS", le cui lettere sono alternate a circoletti. Sul retro della croce il disco centrale riporta la data d'inizio del regno di Francesco Giuseppe, "1849". Il tutto a seconda del grado poteva essere sormontato dalla corona imperiale in bronzo dorato/argento e smalti.

- La croce modello 1916, utilizzata sino al 1918, consisteva in una croce patente un ferro, avente al centro un medaglione in ferro riportante sul diritto le iniziali "FJ" ("Franz Joseph") circondate da una cornice circolare riportante il motto della casa d'Asburgo "VIRIBUS UNITIS", le cui lettere sono alternate a circoletti. Sul retro della croce il disco centrale riporta la data d'inizio del regno di Carlo I, "1916". Il tutto a seconda del grado poteva essere sormontato dalla corona imperiale in ferro.